# Puchar Portugalii w piłce siatkowej mężczyzn (2019/2020)
Puchar Portugalii w piłce siatkowej mężczyzn 2019/2020 (port. Taça de Portugal de Voleibol Masculino 2019/2020) – 56. sezon rozgrywek o siatkarski Puchar Portugalii organizowany przez Portugalski Związek Piłki Siatkowej (Federação Portuguesa de Voleibol). Zainaugurowany został 2 listopada 2019 roku. Do rozgrywek zgłosiło się 25 drużyn grających w Campeonato Honda, II Divisão i III Divisão.
Rozgrywki składały się z fazy wstępnej, w ramach której odbyły się mecze rundy preeliminacyjnej i dwóch rund eliminacyjnych, oraz fazy głównej obejmującej 1/8 finału, ćwierćfinały i turniej finałowy. Turniej finałowy miał odbyć się w dniach 21-22 marca 2020 roku w Pavilhão Multiusos w Gondomarze.
12 marca 2020 roku ze względu na szerzenie się zakażeń wirusem SARS-CoV-2 Portugalski Związek Piłki Siatkowej zdecydował o odwołaniu turnieju finałowego w pierwotnym terminie. 28 kwietnia 2020 roku zarząd związku podjął ostateczną decyzję o zakończeniu rozgrywek o Puchar Portugalii bez wyłonienia jego zdobywcy.

## System rozgrywek
Rozgrywki o Puchar Portugalii w sezonie 2019/2020 składają się z fazy wstępnej i fazy głównej.
W fazie wstępnej uczestniczą wszystkie zgłoszone drużyny grające w II Divisão i III Divisão. Faza wstępna składa się z rundy preeliminacyjnej oraz dwóch rund eliminacyjnych. Przed każdą rundą odbywa się losowanie, które wyłania pary meczowe. W ramach każdej pary rozgrywane jest jedno spotkanie decydujące o awansie.
Faza wstępna składa się z 1/8 finału, ćwierćfinałów oraz turnieju finałowego, w ramach którego odbywają się półfinały i finał. Nie jest grany mecz o 3. miejsce. W 1/8 finału uczestniczą zwycięzcy drugiej rundy eliminacyjnej, drużyny z Campeonato Honda (I Divisão), a także przedstawiciele regionów autonomicznych Azorów i Madery (o ile takie drużyny nie znajdują się wśród drużyn zakwalifikowanych).
Przed 1/8 finału, ćwierćfinałami oraz turniejem finałowym odbywa się losowanie, w ramach którego wyłaniane są pary meczowe. W ramach pary meczowej we wszystkich rundach rozgrywane jest jedno spotkanie decydujące o awansie.

## Drużyny uczestniczące
| Campeonato Honda 13 drużyn  | Campeonato Honda 13 drużyn |
| --------------------------- | -------------------------- |
| AA São Mamede               | —                          |
| AJ Fonte Bastardo           | ćwierćfinał                |
| Castêlo da Maia GC          | 1/8 finału                 |
| Clube Nacional de Ginástica | 1/8 finału                 |
| Esmoriz GC                  | 1/8 finału                 |
| Famalicense AC              | 1/8 finału                 |
| Leixões SC                  | —                          |
| SC Caldas                   | 1/8 finału                 |
| SC Espinho                  | ćwierćfinał                |
| SL Benfica                  | —                          |
| Sporting CP                 | —                          |
| VC Viana/Casa Peixoto       | 1/8 finału                 |
| Vitória SC                  | ćwierćfinał                |

| II Divisão 10 drużyn           | II Divisão 10 drużyn  |
| ------------------------------ | --------------------- |
| AA Espinho                     | ćwierćfinał           |
| Ala de Nun'Álvares de Gondomar | II runda eliminacyjna |
| CS Marítimo                    | 1/8 finału            |
| CD Fiães                       | 1/8 finału            |
| CD Póvoa                       | runda preeliminacyjna |
| Centro de Voleibol de Lisboa   | runda preeliminacyjna |
| GC Santo Tirso                 | I runda eliminacyjna  |
| GD Martingança                 | runda preeliminacyjna |
| GDC Gueifães                   | I runda eliminacyjna  |
| Lousã VC                       | runda preeliminacyjna |

| III Divisão 2 drużyny | III Divisão 2 drużyny |
| --------------------- | --------------------- |
| CDC Juventude Pacense | II runda eliminacyjna |
| Clube Condeixa        | I runda eliminacyjna  |

## Rozgrywki

### Faza wstępna

#### Runda preeliminacyjna
| 02.11.2019    | Lousã VC | 0:3 (13:25, 21:25, 22:25) | CD Fiães | Pavilhão Municipal Nº1, Lousã |  |
| 18:00 (UTC±0) |          |                           |          |                               |  |

| 01.11.2019    | GDC Gueifães | 3:2 (25:20, 25:22, 16:25, 17:25, 15:13) | Centro de Voleibol de Lisboa | Pavilhão Municipal, Gueifães |  |
| 16:00 (UTC±0) |              |                                         |                              |                              |  |

| 02.11.2019    | GD Martingança | 0:3 (22:25, 15:25, 19:25) | Ala de Nun'Álvares de Gondomar | Pavilhão Gimnodesportivo, Martingança |  |
| 17:00 (UTC±0) |                |                           |                                |                                       |  |

| 02.11.2019    | CD Póvoa | 1:3 (19:25, 21:25, 25:23, 16:25) | AA Espinho | Pavilhão CD Póvoa, Póvoa de Varzim |  |
| 18:30 (UTC±0) |          |                                  |            |                                    |  |

Wolny los: GC Santo Tirso, CDC Juventude Pacense, Clube Condeixa

#### I runda eliminacyjna
| 01.12.2019    | CD Fiães | 3:0 (25:16, 25:19, 25:18) | GC Santo Tirso | Pavilhão Municipal, Fiães |  |
| 17:00 (UTC±0) |          |                           |                |                           |  |

| 30.11.2019    | GDC Gueifães | 0:3 (19:25, 17:25, 11:25) | AA Espinho | Pavilhão Municipal, Gueifães |  |
| 16:00 (UTC±0) |              |                           |            |                              |  |

| 30.11.2019    | Ala de Nun'Álvares de Gondomar | 3:0 (25:20, 25:20, 27:25) | Clube Condeixa | Pavilhão Ala Nun'Álvares, Gondomar |  |
| 17:00 (UTC±0) |                                |                           |                |                                    |  |

Wolny los: CDC Juventude Pacense

#### II runda eliminacyjna
| 18.12.2019    | CD Fiães | 3:0 (25:16, 25:12, 25:16) | CDC Juventude Pacense | Pavilhão Municipal, Fiães |  |
| 21:00 (UTC±0) |          |                           |                       |                           |  |

| 21.12.2019    | AA Espinho | 3:0 (25:19, 25:21, 25:15) | Ala de Nun'Álvares de Gondomar | Pavilhão Arquitecto Jerónimo Reis, Espinho |  |
| 18:00 (UTC±0) |            |                           |                                |                                            |  |

### Faza główna

#### 1/8 finału
| 18.01.2020    | SC Caldas | 1:3 (19:25, 25:21, 24:26, 23:25) | Vitória SC | Pavilhão Rainha Dona Leonor, Caldas da Rainha |  |
| 16:00 (UTC±0) |           |                                  |            |                                               |  |

| 18.01.2020    | CS Marítimo | 0:3 (14:25, 21:25, 18:25) | AA Espinho | Pavilhão da Levada, Funchal |  |
| 16:00 (UTC±0) |             |                           |            |                             |  |

| 18.01.2020    | Sporting CP | 3:0 (25:14, 25:17, 25:18) | Clube Nacional de Ginástica | Pavilhão João Rocha, Lizbona |  |
| 18:00 (UTC±0) |             |                           |                             |                              |  |

| 18.01.2020    | Famalicense AC | 1:3 (19:25, 25:22, 24:26, 21:25) | Leixões SC | Pavilhão Municipal, Vila Nova de Famalicão |  |
| 16:00 (UTC±0) |                |                                  |            |                                            |  |

| 18.01.2020    | AA São Mamede | 3:1 (33:31, 25:23, 19:25, 26:24) | Esmoriz GC | Pavilhão Eduardo Soares, São Mamede de Infesta |  |
| 18:00 (UTC±0) |               |                                  |            |                                                |  |

| 12.01.2020    | CD Fiães | 0:3 (15:25, 17:25, 23:25) | AJ Fonte Bastardo | Pavilhão Municipal, Fiães |  |
| 15:00 (UTC±0) |          |                           |                   |                           |  |

| 18.01.2020    | SL Benfica | 3:0 (25:20, 25:18, 25:16) | VC Viana/Casa Peixoto | Pavilhão da Luz Nº 2, Lizbona |  |
| 18:00 (UTC±0) |            |                           |                       |                               |  |

| 18.01.2020    | Castêlo da Maia GC | 1:3 (23:25, 25:16, 23:25, 9:25) | SC Espinho | Pavilhão do Castêlo da Maia GC, Maia |  |
| 17:00 (UTC±0) |                    |                                 |            |                                      |  |

#### Ćwierćfinały
| 08.02.2020    | Sporting CP | 3:0 (25:15, 25:12, 25:22) | SC Espinho | Pavilhão João Rocha, Lizbona |  |
| 18:00 (UTC±0) |             |                           |            |                              |  |

| 09.02.2020    | Leixões SC | 3:2 (25:18, 25:20, 17:25, 20:25, 18:16) | Vitória SC | Centro de Desportos e Congressos, Matosinhos |  |
| 18:00 (UTC±0) |            |                                         |            |                                              |  |

| 08.02.2020    | SL Benfica | 3:0 (25:20, 25:11, 30:28) | AJ Fonte Bastardo | Pavilhão da Luz Nº 2, Lizbona |  |
| 17:00 (UTC±0) |            |                           |                   |                               |  |

| 08.02.2020    | AA Espinho | 2:3 (19:25, 27:25, 22:25, 25:23, 18:20) | AA São Mamede | Pavilhão Arquitecto Jerónimo Reis, Espinho |  |
| 18:30 (UTC±0) |            |                                         |               |                                            |  |

#### Półfinały
| 21.03.2020    | SL Benfica | [ i ] | Leixões SC | Pavilhão Multiusos, Gondomar |  |
| 15:00 (UTC±0) |            |       |            |                              |  |

| 21.03.2020    | AA São Mamede | [ i ] | Sporting CP | Pavilhão Multiusos, Gondomar |  |
| 18:00 (UTC±0) |               |       |             |                              |  |

#### Finał
| 22.03.2020    |  | [ i ] |  | Pavilhão Multiusos, Gondomar |  |
| 15:00 (UTC±0) |  |       |  |                              |  |

1. 1 2 3  mecz anulowany